# Petya Obolensky
Petya Obolensky, né le 20 aout 1981 à Uccle, est un homme politique belge, membre du Parti du travail de Belgique (PTB).

## Biographie
Petya Obolensky nait le 20 aout 1981 à Uccle.
Lors des élections régionales de 2019, il est élu député au Parlement de la région de Bruxelles-Capitale.